# Batasio procerus
Batasio procerus är en fiskart som beskrevs av Ng 2008. Batasio procerus ingår i släktet Batasio och familjen Bagridae. IUCN kategoriserar arten globalt som otillräckligt studerad. Inga underarter finns listade.